# Broeltorens
De Broeltorens zijn twee torens in de stad Kortrijk die zich bevinden langs de Broelkaai en Verzetskaai. De beide torens met een brug over de rivier de Leie dateren uit de middeleeuwen en zijn een beschermd monument. De torens vormen een van de belangrijkste bezienswaardigheden en iconen van de stad en zijn samen met de Artillerietoren de enige overblijfselen van de middeleeuwse stadswallen omheen de oude stad.

## Geschiedenis

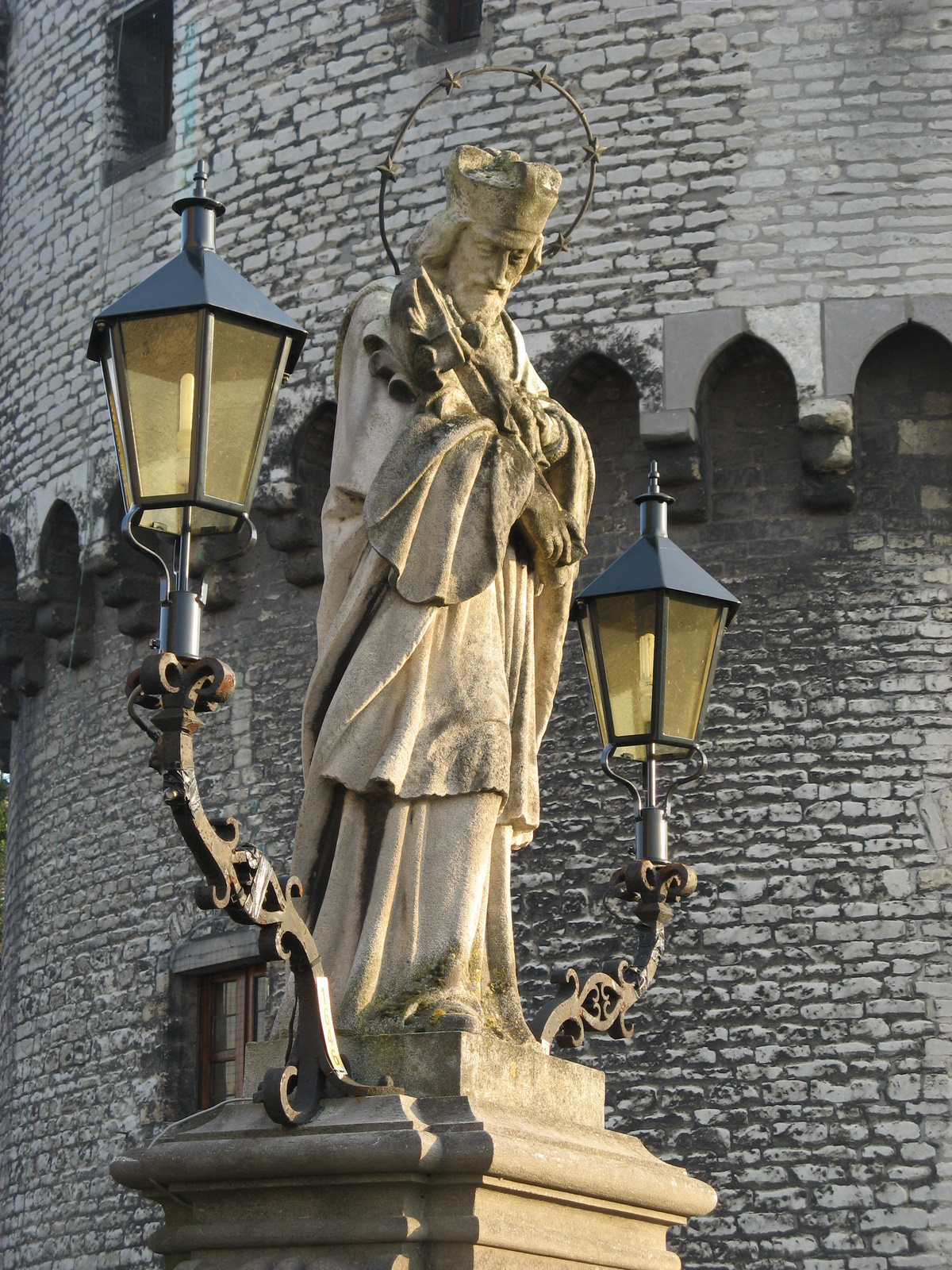
Standbeeld van Johannes Nepomucenus

De naam broel verwijst naar bruul, een afgebakend stuk land, meestal moerassig of braakliggend. In de middeleeuwen grensden de torens aan de velden de Broel en de Groote Broel.
De torens zijn een overblijfsel van de middeleeuwse stadsomwalling die tijdens verscheidene bezettingen en oorlogen verwoest werden. Ze beschermden de Broelbrug die na de Eerste en Tweede Wereldoorlog weer opgebouwd werd. Ze zijn opgetrokken uit kalk- en zandsteen.
De oudste van het duo torens, de zuidelijke 'Speytorre' of 'Blauwe Toren', werd samen met de Broelbrug gebouwd in 1385 om het verkeer op de Leie te controleren. Deze toren was een deel van de versterkte omheining van het eerste grafelijk kasteel van Kortrijk waar de graven van Vlaanderen resideerden.
De tweede, noordelijke, toren, de 'Inghelburghtorre', uit 1415 diende als wapenopslagplaats, en was voorzien voor het gebruik van artillerie. Vandaar zijn tweede naam 'Armorietorre'.
De beide torens zijn opgetrokken uit kalk- en zandsteen. Ter hoogte van de bovenverdieping hebben de torens een omtrekverbreding met spitsboogjes. In de muren zitten eveneens drie kruisen. Op de daken staan dakkapellen.
Tussen de beide torens ligt de Broelbrug of Hoge Brug die drie bogen telt. De brug werd in 1872 gerestaureerd door architect L. Degeyne. Ze werd echter tijdens de beide wereldoorlogen in oktober 1918 en op 23 mei 1940 (tijdens de Leieslag) vernield en telkens heropgebouwd. Op de Broelbrug staat een standbeeld dat de heilige Johannes Nepomucenus, de patroon van de drenkelingen, voorstelt. De Broeltorens zijn, met uitzondering van de brug, sinds 9 maart 1983 beschermd als monument. Tegen de Ingelburgtoren werd in de 18de eeuw een rij lage huisjes gebouwd die de oostzijde vormen van de Burgemeester Tayaertstraat. Op een motte aan de noordkant van de Broeltorens werd in 1401-1402 de Broelmolen opgericht. Hij werd in de tweede helft van de 18de eeuw gesloopt.

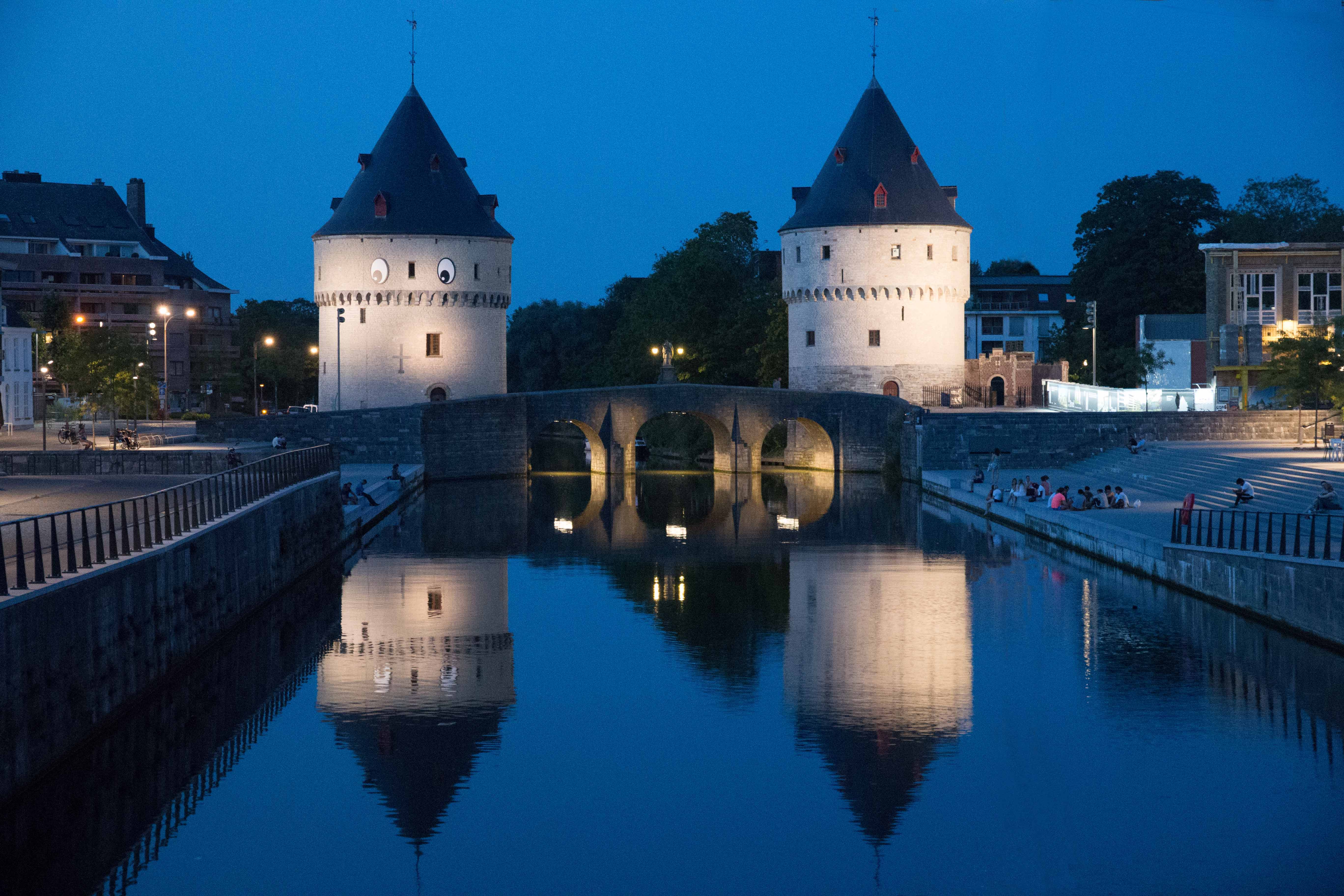
De Broeltorens 's avonds

Vandaag zijn deze middeleeuwse torens, samen met de iets verder gelegen Artillerietoren, de enige overblijfselen van de oudste stadsvestingen. De citadel van Kortrijk, die deel uitmaakte van de middeleeuwse vestingen in Kortrijk, werd op bevel van Vauban afgebroken in 1683, een periode waarin de Franse en de Spaanse legers elkaar herhaaldelijk bevochten om de macht over de regio. De overblijvende delen van de vestingen werden grotendeels afgebroken of verwoest in de 18de eeuw en gedurende de beide wereldoorlogen. Eind 2010 start een inwendige renovatie van de Broeltorens.